# إنفينيكس هوت 11 بلاي
إنفينيكس هوت 11 بلاي (بالإنجليزية: Infinix Hot 11 play)‏ هو هاتف ذكي يعمل بنظام أندوريد تم تطويره وإنتاجه بواسطة شَركة إنفينيكس في حدود شهر نوفمبر عام 2021 ويختلف تاريخ طرحهُ من مكان لاخر.

## الوَصف
يأتي الهاتف بشاشة من نوع IPS LCD، بقياس حوالي 6.82 بوصة بدقة 1080 بكسل، وبجودة + FullHD بكسل، مع معدل تحديث الشاشة 60 هرتز في الثانية الواحدة، ونوتش في أعلى الشاشة للكاميرا الأمامية.

## المواصفات

### كاميرا
يحتوي الهاتف على كاميرا مزدوجة في الخلف. يقودها مستشعر أساسي بدقة 13 ميجابكسل مع فتحة f / 1.8 مصحوبة بعدسة AI. بينما في المقدمة، يحتوي الهاتف على كاميرا سيلفي بدقة 8 ميجابكسل مع فتحة f / 2.0 للصور الذاتية.

### تخزين
يدعم الهاتف ذاكرة تخزين عشوائية ‏ 4 جيجابايت، وسعة تخزين 128 جيجابايت، ويدعم التخزين الخارجي في بطاقة مايكرو إس دي حتى سعة 512 جيجابايت.

## التصميم

### مُميزات التَصميم
يتميز بتصميم جديد قليلاً، والذي تسميه شركة إنفنيكس بِتصميم 3D Motion-Rhythm. يأتي الهاتف باللون الأخضر، والأزرق، والأسود، ولكنه يختلف عن التصميم السابق الذي كان يأتي باللون البنفسجي (من النُسخة السَابقة للهاتف) بلون ذهبي جديد.

## الإطلاق

### أفريقيا
في 13 نوفمبر 2021 كشفت الشركة هاتفها المسمى إنفينيكس هوت 11 بلاي في الأسواق الأفريقية. وقد حقق الهاتف مبيعات في بدايته.